# Habenaria harderi
Habenaria harderi är en orkidéart som beskrevs av Leonid Vladimirovitj Averjanov och Averyanova. Habenaria harderi ingår i släktet Habenaria och familjen orkidéer.
Artens utbredningsområde är Vietnam. Inga underarter finns listade i Catalogue of Life.